# Boromir
Boromir is een personage uit de trilogie In de Ban van de Ring, die werd geschreven in de periode 1937-1949 door J.R.R. Tolkien. Hij is een Mens in de Tolkieniaanse betekenis, dat wil zeggen te midden van de andere wezens die Midden-aarde bevolken.

## Verhaallijnen
Boromir werd geboren in het jaar 2978 van de Derde Era. Hij was de oudste en tevens meest beminde zoon van de Stadhouder van Gondor, Denethor II. Hij had een jongere broer, Faramir. Boromir werd vernoemd naar Boromir van het Huis van Bëor, de eerste Heer van Ladros.
Hij reist in 3018 naar aanleiding van een voorspellende droom die zowel hijzelf als zijn broer hadden gehad naar Imladris, op zoek naar antwoorden. In Rivendel aangekomen neemt Boromir deel aan de Raad van Elrond. Daar probeert hij de anderen over te halen hem de Ring mee te laten nemen naar Gondor om de Ring daar tegen de vijand te gebruiken. De raad besluit echter dat de Ring moet worden vernietigd.
Boromir neemt hierna samen met acht anderen deel aan het Reisgenootschap dat de hobbit Frodo Balings moet beschermen op zijn reis. Hij raakt echter steeds meer bezeten door de Ring en op Amon Hen probeert hij met enige overtuigingskracht Frodo ertoe te bewegen de Ring aan hem te laten geven. Dit voorval leidt tot het besluit van Frodo om alleen verder te gaan op zijn missie. Boromir sterft diezelfde dag nog op 41-jarige leeftijd terwijl hij probeert Merijn en Pepijn te beschermen tegen een groep Uruk-hai. Hij wordt geraakt door verschillende Ork-pijlen.
Boromir had Osgiliath, de gevallen stad nabij Minas Tirith, die als laatste verdedigingsveste diende tegen de legers van Mordor, zijn leven lang met succes verdedigd. Na Boromirs dood stuurt Denethor zijn andere zoon Faramir blindelings ten oorlog naar Osgiliath. Faramir keert in levensgevaar terug naar Minas Tirith, waarna zijn vader zichzelf uiteindelijk uit wanhoop van het leven berooft.

## Verfilmingen

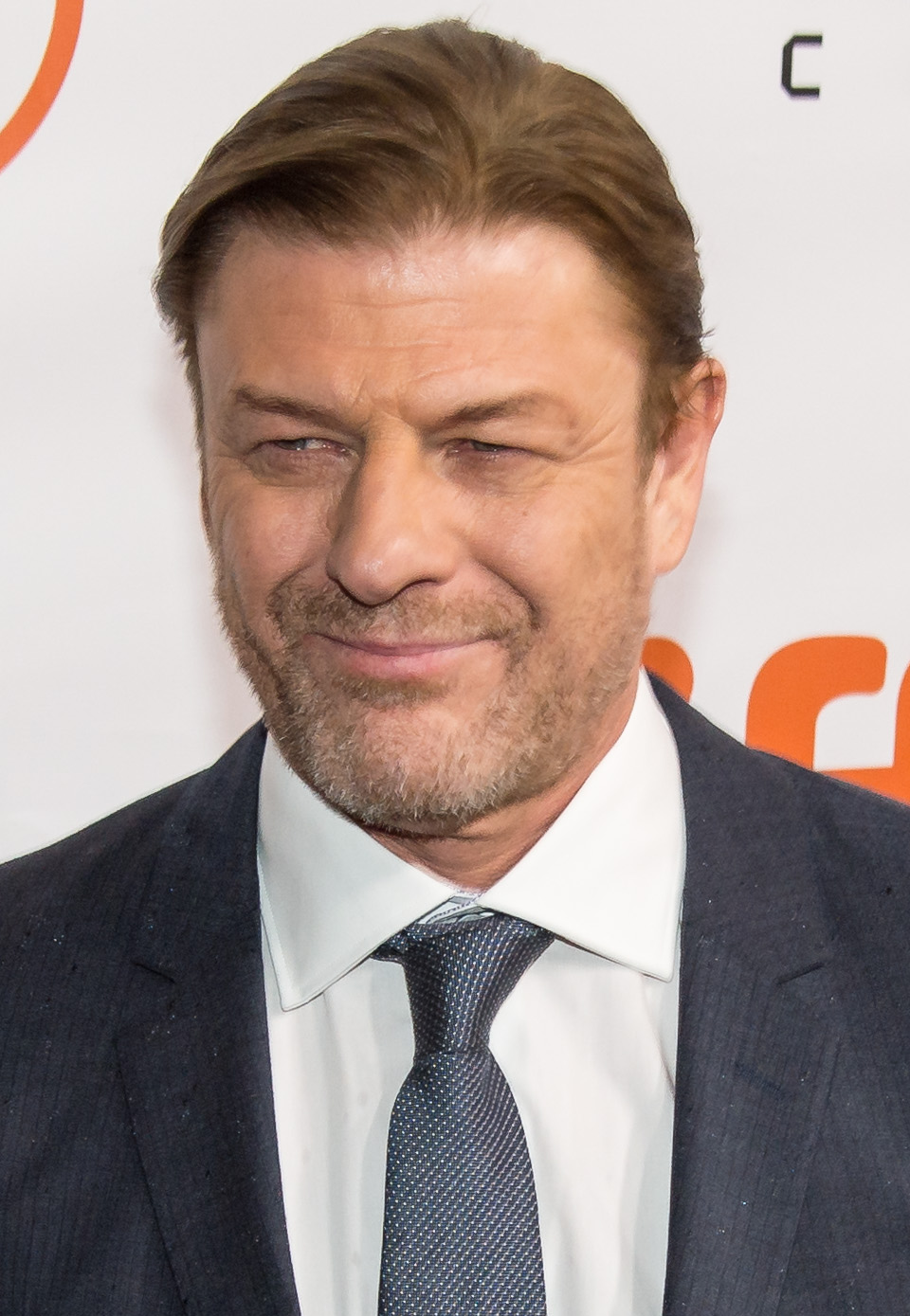
Sean Bean, de acteur van Boromir in The Lord of the Rings.

In de verfilming uit 1978 van Ralph Bakshi is Boromir te zien als tekenfilmfiguur. Het personage Boromir is, nu als echt mens, opnieuw te zien in The Lord of the Rings: The Fellowship of the Ring (2001), het eerste deel van de driedelige verfilming van Peter Jackson. Zijn rol wordt hier vertolkt door Sean Bean.
Aragorn · Boromir · Frodo · Gandalf · Gimli · Legolas · Merijn · Pepijn · Sam